# Juliette Garcias
Juliette Garcias est une réalisatrice française.

## Biographie
Après des études d'histoire de l'art, Juliette Garcias collabore au montage puis à la réalisation de documentaires de la série Architectures diffusés sur Arte.
Elle a signé un premier long métrage, Sois sage, sorti en 2009.

## Filmographie

### Court métrage
- 1998 : Dessous les tables

### Documentaires pourArte
- 2009 : Le Château de Maisons-Laffitte
- 2009 : La Bibliothèque Sainte-Geneviève (coréalisateur : Stan Neumann)
- 2011 : La Vie cachée des œuvres : Léonard de Vinci (coréalisateur : Stan Neumann)
- 2011 : Le Centre national de la danse
- 2012 : Le Rolex Learning Center
- 2013 : Photo : après la photo
- 2013 : L'École d'art de Glasgow

### Long métrage
- 2009 : Sois sage